# Maurea
Maurea is een geslacht van weekdieren uit de klasse van de Gastropoda (slakken).

## Soorten
- Maurea acutangula (Suter, 1917) †
- Maurea alertae (B. A. Marshall, 1995)
- Maurea antipodensis (B. A. Marshall, 1995)
- Maurea aupouriana (B. A. Marshall, 1995)
- Maurea barbara Marwick, 1942 †
- Maurea benthicola (Dell, 1950)
- Maurea blacki (Powell, 1950)
- Maurea chilena (Rehder, 1971)
- Maurea correlata C. A. Fleming, 1943 †
- Maurea delli (McLean & Andrade, 1982)
- Maurea eltanini (Dell, 1990)
- Maurea eminens (B. A. Marshall, 1995)
- Maurea filifera (Suter, 1917) †
- Maurea finlayi Marwick, 1928 †
- Maurea foveauxana (Dell, 1950)
- Maurea fragilis (Finlay, 1923) †
- Maurea gibbsorum (B. A. Marshall, 1995)
- Maurea gracilis (P. Marshall, 1918) †
- Maurea granti Powell, 1931
- Maurea jamiesoni (B. A. Marshall, 1995)
- Maurea maui (B. A. Marshall, 1995)
- Maurea megaloprepes Tomlin, 1948
- Maurea muriellae (Vilvens, 2001)
- Maurea nukumaruensis (Laws, 1930) †
- Maurea osbornei (Powell, 1926)
- Maurea pellucida (Valenciennes, 1846)
- Maurea penniketi (B. A. Marshall, 1995)
- Maurea punctulata (Martyn, 1784)
- Maurea regalis (B. A. Marshall, 1995)
- Maurea selecta (Dillwyn, 1817)
- Maurea simulans (B. A. Marshall, 1994)
- Maurea spectabilis (A. Adams, 1855)
- Maurea suteri (Finlay, 1923) †
- Maurea tigris (Gmelin, 1791)
- Maurea turnerarum Powell, 1964
- Maurea waiareka Laws, 1935 †
- Maurea waikanae (Oliver, 1926)
- Maurea waiparaensis (Suter, 1917) †

### Synoniemen
- Maurea (Alertalex) Dell, 1956 => Maurea Oliver, 1926
- Maurea (Alertalex) alertae (B. A. Marshall, 1995) => Maurea alertae (B. A. Marshall, 1995)
- Maurea (Mucrinops) Finlay, 1926 => Maurea Oliver, 1926
- Maurea (Mucrinops) granti Powell, 1931 => Calliostoma granti (Powell, 1931) => Maurea granti Powell, 1931
- Maurea (Mucrinops) punctulata (Martyn, 1784) => Calliostoma (Maurea) punctulatum (Martyn, 1784) => Maurea punctulata (Martyn, 1784)